# Kongregace misionářů synů Neposkvrněného srdce blahoslavené Panny Marie
Kongregace misionářů synů Neposkvrněného srdce blahoslavené Panny Marie (latinsky Congregatio Missionariorum Filiorum Immaculati Cordis Beatae Mariae Virginis), obvykle označovaní podle svého zakladatele jako klaretini či klaretiáni, je misionářská kongregace zasvěcená Neposkvrněnému srdci blahoslavené Panny Marie. Členové kongregace užívají za svým jménem označení CMF (z latinského Congregatio Missionariorum Filiorum).

## Historie
Kongregaci založil v roce 1849 svatý Antonín Maria Klaret a v roce 1865 ji potvrdil papež Pius IX.
Sídlo kongregace je v Římě a v jejím čele je generální představený (od roku 2003 je jím Josep Maria Abella Batlle). 
V současnosti má společenství přibližně 3 000 členů (z toho asi 2 000 kněží) přibližně ve třiceti provinciích, z nichž čtyři jsou ve Španělsku, a působí asi v šedesáti zemích. 

## Seznam generálních představených kongregace
- sv. Antonín Maria Claret (1849–1850)
- Esteban Sala y Masnou (1850–1858)
- José Xifré (1858–1899)
- Clemente Serrat (1899–1906)
- Martín Alsina Sevarroja (1906–1922)
- Nicolás García Cuesta (1922–1934)
- Felipe Maroto (1934–1937)
- Nicolás García Cuesta (1937–1949)
- Peter Schweiger (1949–1967)
- Antonio Leghisa (1967–1979)
- Gustavo Alonso (1979–1991)
- Aquilino Bocos Merino (1991–2003)
- Josep Maria Abella Batlle (2003–2015)
- Mathew Vattamattam (od 2015)

## Klaretiáni v Česku
Od roku 1994 působili klaretiáni také v Česku. S výjimkou prvních let působení se jednalo výlučně o členy polské řádové provincie. Působili v Praze-Krči a Lysolajích, v Sokolově (v letech 1998-2010) a ve farnosti u kostela sv. Matěje v Praze (v letech 2005-2016).  
Od roku 2016 nepůsobí v Česku žádná řeholní komunita klaretiánů, posledním klaretánem na našem území je Józef Franciszek Szczepaniak, farář v Bochově (od 2007). 